# Birnbach (Queich)
Der Birnbach ist ein rund 15 km langer, rechter Zufluss der Queich in der Südpfalz (Rheinland-Pfalz).

## Geographie

### Verlauf
Der Birnbach entspringt im deutschen Nordteil des Wasgaus, der zugleich der Südteil des Pfälzerwalds ist. Die Quelle tritt gut 1 km westlich der Ortsgemeinde Leinsweiler zutage am Nordwesthang des Wetterbergs in einem Hochtal auf einer Höhe von 355 m ü. NHN.
Der Bach fließt insgesamt nach Osten. In Leinsweiler durchbricht er den Ostrand des Pfälzerwalds und durchquert dann das schmale Hügelland beidseits der Deutschen Weinstraße. Er durchfließt Ilbesheim, wo er unter den Straßen Birnbachweg und Bachgasse verrohrt ist; nordöstlich erhebt sich die 270,5 m hohe Kleine Kalmit. Im eingemeindeten Winzerort Wollmesheim erreicht der Bach die Stadt Landau in der Pfalz. Anschließend streift er den südlichen Rand der Landauer Kernstadt, wo er die Straße Am Birnbach passiert, ehe er auf einer Strecke von 800 m den nach ihm benannten Birnbach-Park durchfließt. Dort erstreckt sich rechts des Bachs der Ebenberg, ein 160 m hoher Hügel, dessen unter Naturschutz stehende Kuppe im Süden vom Segelflugplatz Landau-Ebenberg begrenzt wird.
Zwischen den Landauer Stadtteilen Queichheim und Mörlheim knickt der Bach aus seiner bisherigen Hauptrichtung Ost für seine letzten 700 Laufmeter nach Norden ab und mündet auf 133 m Höhe von rechts in die Queich.
Der rund 15 km lange Lauf Birnbachs endet 222 Höhenmeter unterhalb seiner Quelle, er hat somit ein mittleres Sohlgefälle von etwa 15 ‰.

### Zuflüsse
Im Tal vor Leinsweiler sammelt der Birnbach das Wasser von etwa einem Dutzend Quellen, die in großer Nähe vor allem rechts seiner Laufrichtung entspringen. Einziger nennenswerter Zufluss ist der knapp 1,9 km lange Fuchsgraben, der oberhalb von Ilbesheim von links einmündet und auch Wachholdergraben genannt wird.

### Ortschaften
- Leinsweiler
- Ilbesheim
- Landau in der Pfalz:
  - Wollmesheim
  - Südrand der Kernstadt
  - Queichheim
  - Mörlheim

## Natur

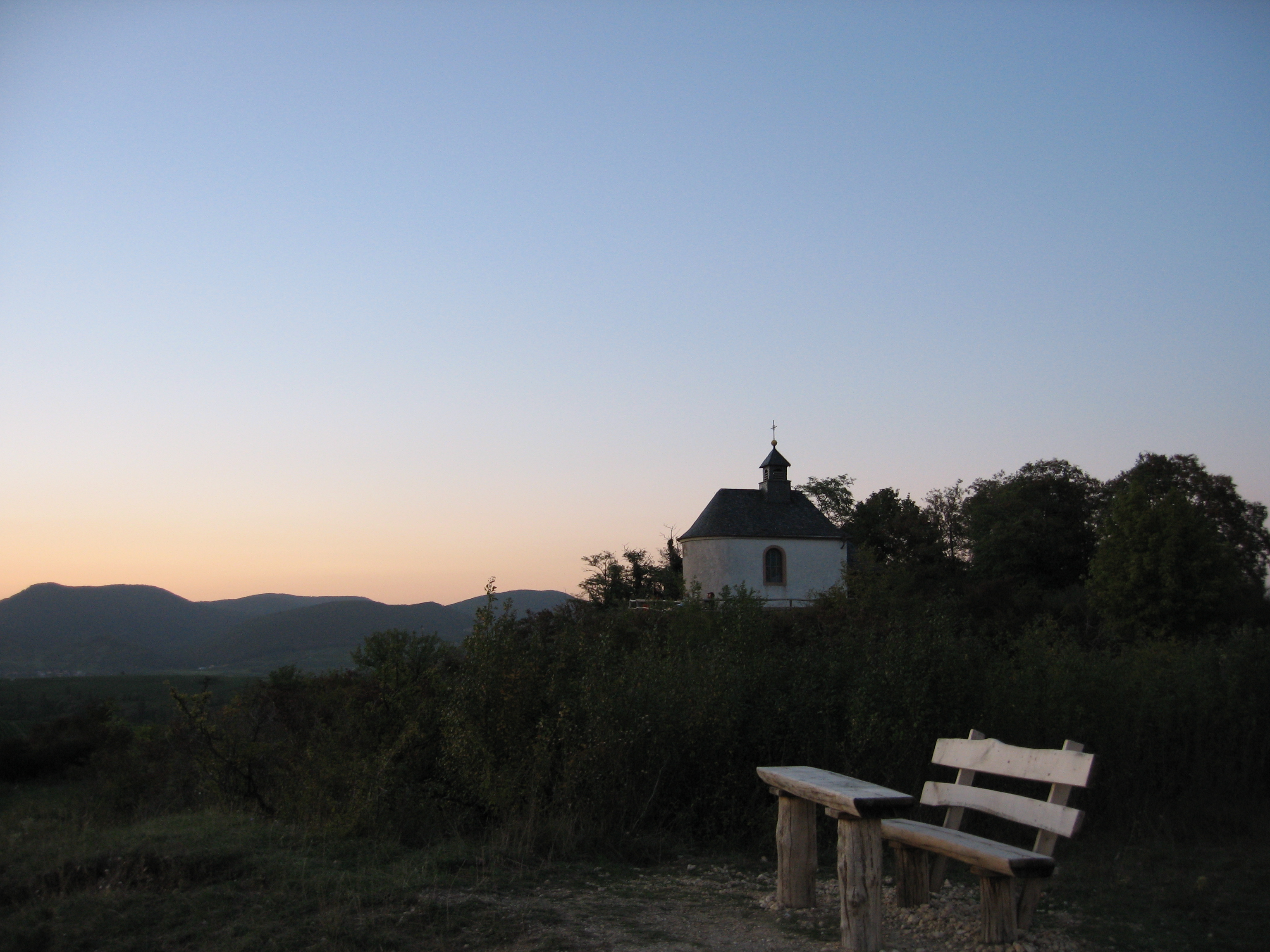
Mater-Dolorosa-Kapelle auf der Kleinen Kalmit

Der Bereich westlich und östlich von Wollmesheim ist seit 1990 als Landschaftsschutzgebiet Birnbachtal West und Ost ausgewiesen, das keine zusammenhängende Fläche bildet.

## Sehenswürdigkeiten
Die Kapelle auf dem Hügel der Kleinen Kalmit über dem linken Ufer des Birnbachs bei Ilbesheim steht unter dem Patrozinium der Mater Dolorosa.

## Straßenverkehr
Der Birnbach unterquert in Leinsweiler die Landesstraße 508, die mit der Deutschen Weinstraße identisch ist. Auf dem Weg nach Ilbesheim begleitet ihn auf seiner rechten Seite die Kreisstraße 48. In Ilbesheim unterquert er die K 20, östlich der Gemeinde (von Nord nach Süd) die L 509, in Wollmesheim dann die L 510. Am Südrand der Landauer Kernstadt erfolgt die Unterquerung der K 7 und südlich von Queichheim der Bundesautobahn 65 (Ludwigshafen–Karlsruhe). Unterhalb von Queichheim unterquert der Bach zum zweiten Mal, diesmal von Süd nach Nord, die L 509.